# Rekapitulationsteorin
Rekapitulationsteorin är en biologisk teori som säger att fylogeni – en arts evolutionära utveckling – upprepar sig i ontogenin – en individs embryonala utveckling. Teorin sammanfattas ofta i frasen "ontogenin rekapitulerar fylogenin" och är även känd som den biogenetiska regeln. Upphovsmannen är den tyske biologen Ernst Haeckel (1834–1919). Teorin är idag vetenskapligt förkastad.
Teorin hade stor påverkan inom biologin och andra vetenskaper under slutet av 1800-talet och början av 1900-talet, men är numera vetenskapligt förkastad. En central anledning till detta är att Haeckels observationer och illustrationer, som låg till grund för teorin, innehöll betydande överdrifter och felaktigheter. Modern forskning visar att embryoutveckling inte följer en linjär upprepning av evolutionära stadier, utan istället är en komplex process som påverkas av genreglering och andra biologiska mekanismer.
Rekapitulationsteorin användes av Ernst Haeckel och andra för att motivera hierarkiska synsätt på mänskliga samhällen, där vissa grupper ansågs "mer utvecklade" än andra. Efterföljare inom socialdarwinistiska idéstrukturer använde teorin som ett ramverk för att legitimera rasbiologiska, rasistiska och imperialistiska ideologier. Detta bruk av teorin bidrog till att den förlorade i anseende, både inom vetenskapen och samhället. Idag ses teorin som en historiskt intressant, men pseudovetenskaplig, förenkling av biologiska och evolutionära processer.